# Repunxó
|  | Per al personatge del conte dels Germans Grimm, vegeu Rapunzel |

El repunxó (mot emprat en plural: repunxons), campaneta de blats o nap bord (Campanula rapunculus) és una planta amb flor de la família Campanulaceae.

## Particularitats
Aquesta planta es cultivava antigament com a hortalissa a Europa, però el seu conreu es va abandonar ja fa gairebé un segle.
L'arrel i les fulles d'aquesta planta són comestibles. Les fulles són un dels ingredients del preboggion, barreja d'herbes típica de la cuina de Ligúria.

## Ús del mot com anom parlant
Carles Riba va recórrer a aquest mot per a traduir el substantiu alemany Rapunzel (herba dels canonges, dolceta). Els Germans Grimm varen emprar el nom d'aquesta planta per a anomenar la protagonista d'un de llurs contes més cèlebres. Carles Riba, quan va traduir aquest conte dels Grimm, va girar Rapunzel per Repunxó, passant per alt que els dos noms no designen pas la mateixa planta en alemany i en català. Es pot dir, doncs, que el terme Repunxó, malgrat ésser inexacte, ja s'ha consagrat com a designació catalana de la protagonista del conte.